# Prigionieri di guerra nella guerra d'indipendenza americana

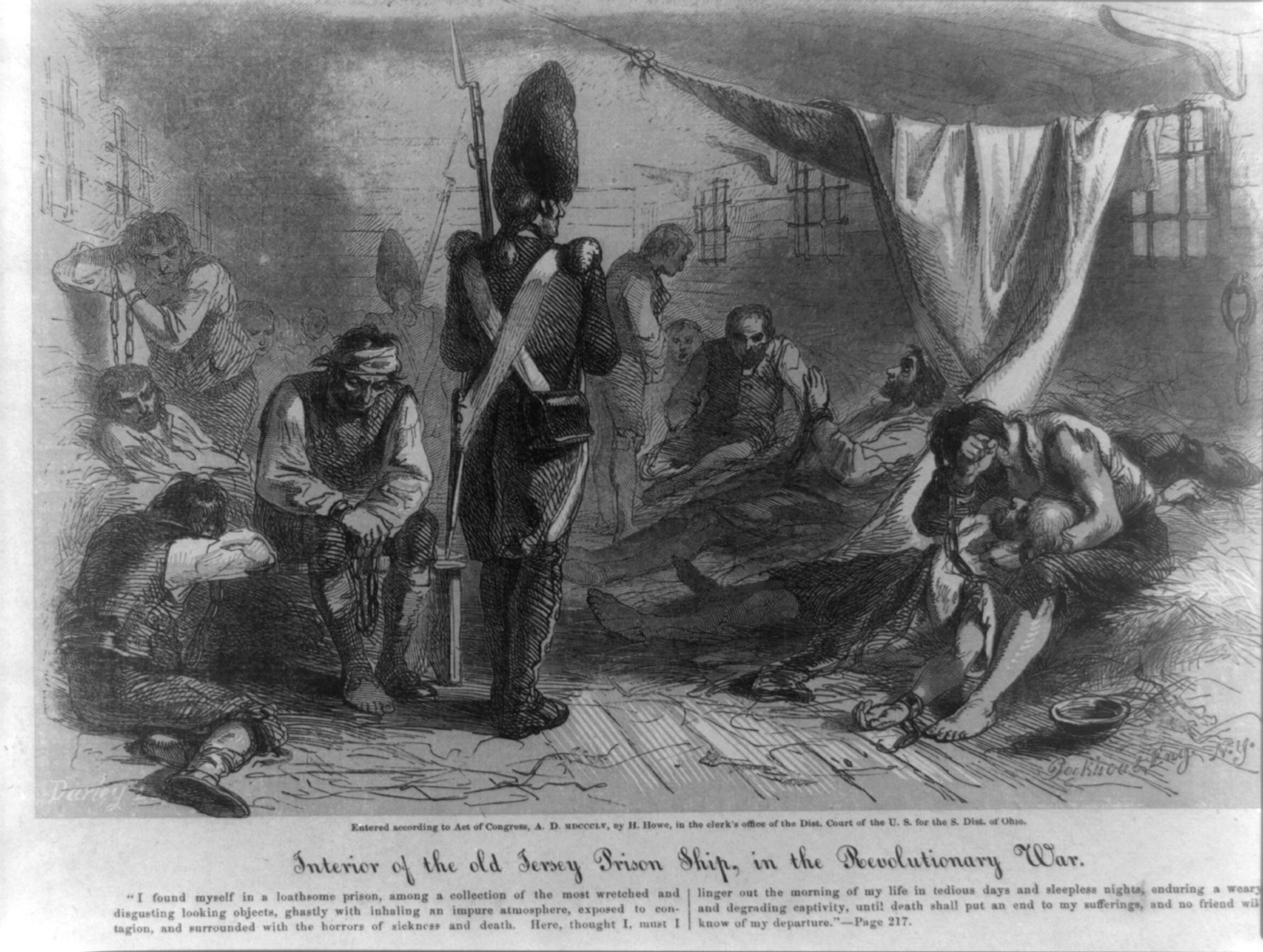
Interno della nave prigione britannica Jersey

Durante la guerra d'indipendenza americana (1775–1783) la gestione ed il trattamento dei prigionieri di guerra (POW, in acronimo inglese) differivano notevolmente dagli standard della guerra moderna. Gli standard moderni, definiti dalle convenzioni di Ginevra dei secoli successivi, prevedono che i prigionieri siano detenuti e assistiti da chi li ha catturati. Una differenza essenziale nel XVIII secolo era che cure e provviste dei prigionieri erano ritenute a carico della loro fazione [combattente] o di privati cittadini.

## Prigionieri americani

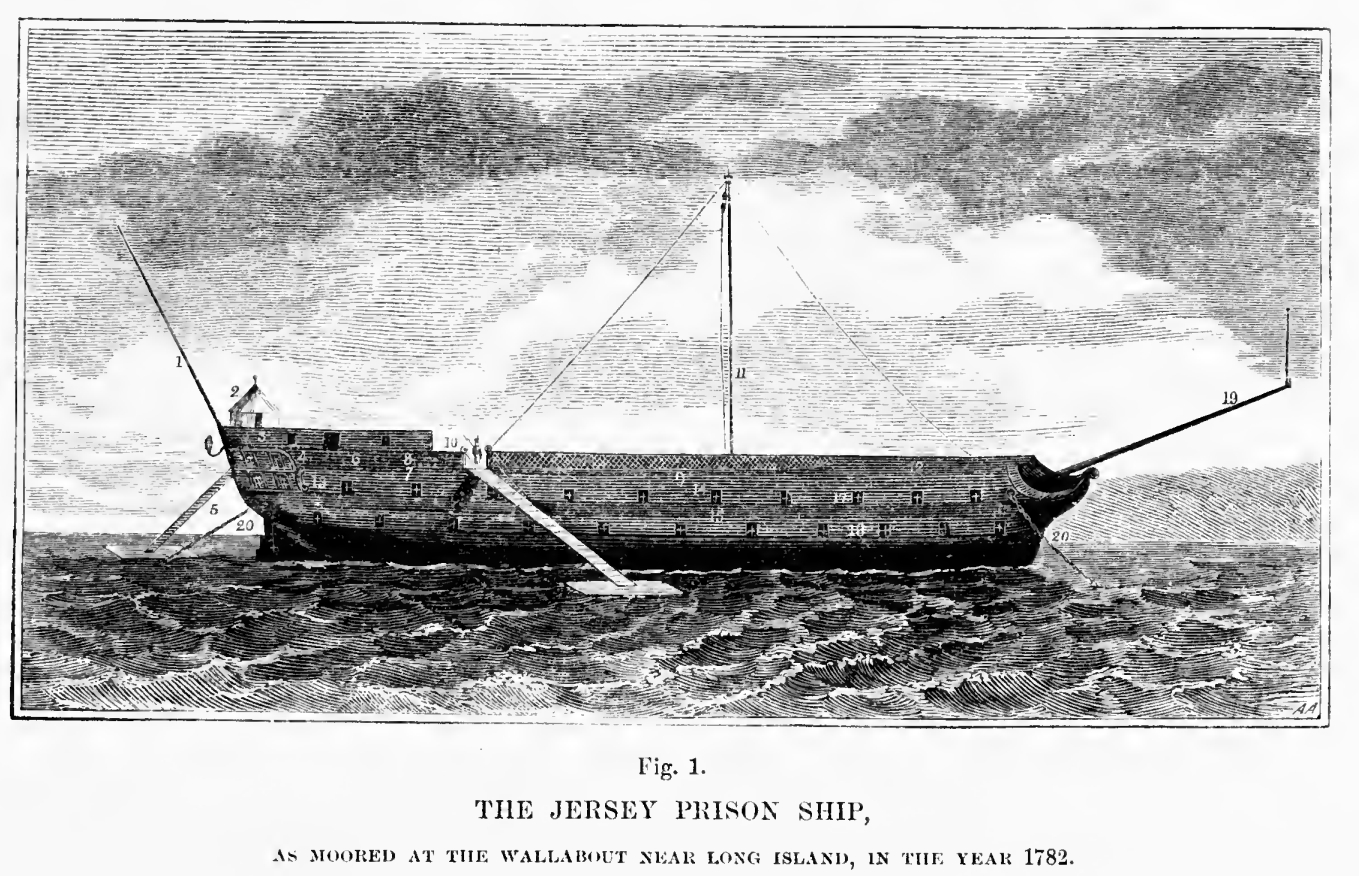
La nave prigione Jersey ancorata al Walkabout presso Long Island, nel 1782.

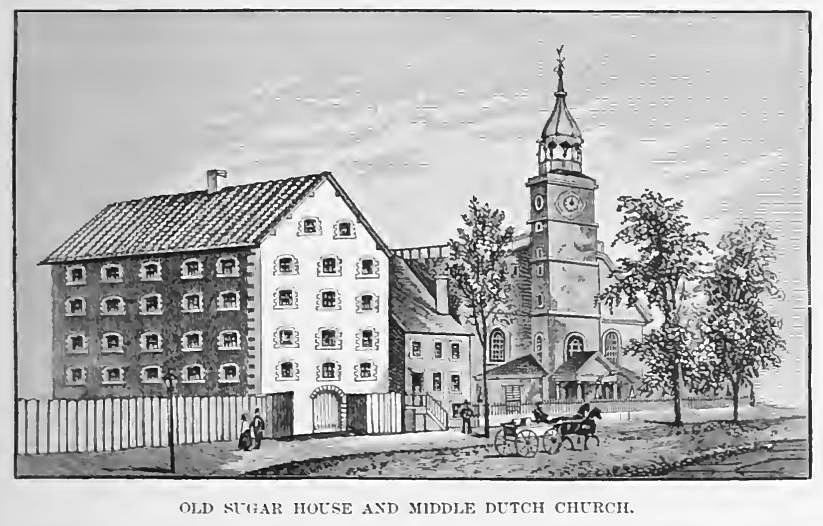
La Middle Dutch Church è il luogo in cui furono imprigionati gli uomini di truppa catturati nella battaglia di Long Island. La Sugar House divenne parimenti una prigione quando le Giubbe rosse (britanniche) catturarono un maggior numero di soldati di Washington durante la ritirata da New York. Il sito oggi è occupato dalla Chase Manhattan Bank. (Immagine del 1830 circa).

Re Giorgio III del Regno Unito aveva dichiarato traditori i combattenti delle forze americane nel 1775 e di conseguenza negò loro lo status di prigionieri di guerra. Tuttavia, la strategia britannica all'esordio del conflitto comprendeva la ricerca di un componimento negoziale e di conseguenza le autorità non li impiccavano (come d'uso per i traditori), per evitare di compromettere inutilmente quel tanto di simpatia di cui potessero godere i britannici presso l'opinione pubblica americana. L'incuria della Gran Bretagna portava agli stenti e alle malattie. Benché non avvenissero nominalmente esecuzioni capitali, la trascuratezza produceva lo stesso effetto della forca.

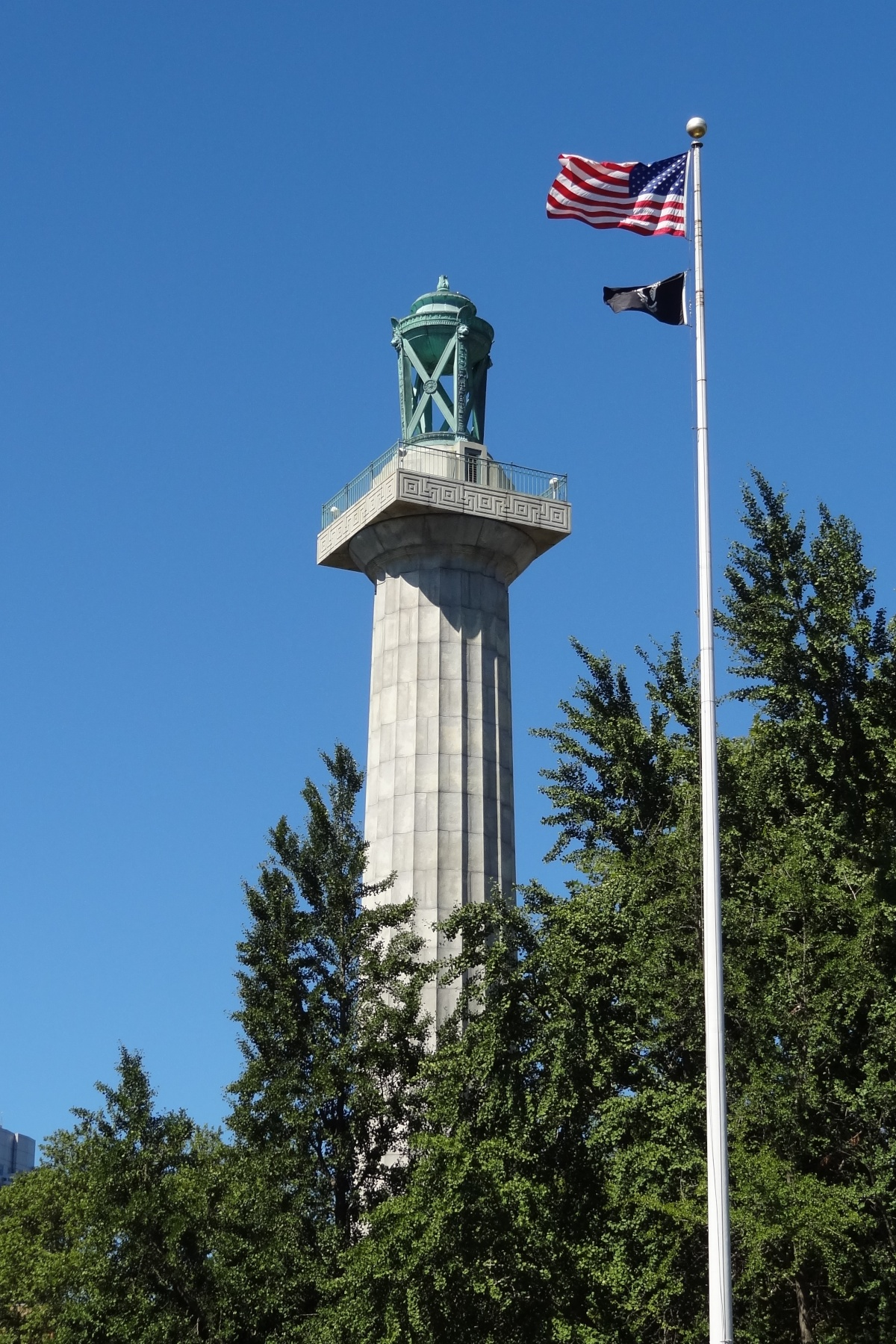
Prison Ship Martyrs' Monument
Fort Greene Park

Spesso i prigionieri americani venivano ammassati in grandi siti che i britannici riuscivano ad occupare per lunghi periodi di tempo. New York, Filadelfia nel 1777 e Charleston, South Carolina, furono tutte grandi città usate per detenere prigionieri di guerra americani. Le strutture in questi posti erano limitate. Talora, l'esercito di occupazione era in realtà più numeroso dell'intera popolazione civile. Il medico che presiedeva gli ospedali di New York che ospitavano prigionieri americani, Francis Mercier, fu accusato di ucciderli avvelenandoli e con l'aggressione, ed alla fine fu giustiziato per un omicidio non collegato a questa situazione.

### Navi prigione
La soluzione britannica a questo problema era usare come prigioni navi obsolete, catturate o danneggiate. Le condizioni erano spaventose: morirono molti più americani "marcendo in prigionia" di quanti ne caddero in battaglia. Il Continental Army nominava dei commissari per il loro sostentamento, ma il compito era quasi impossibile. Elias Boudinot, uno di questi commissari, competeva con altri agenti nell'intento di raccogliere provviste per l'esercito di George Washington a Valley Forge. Lo storico Edward G. Burrows scrive che "dalla fine del 1776, malattie e stenti avevano ucciso almeno metà dei deportati a Long Island e forse due terzi di quelli catturati a Fort Washington — un numero tra 2 000 e 2 500 uomini nell'arco di due mesi."
Nel corso della guerra almeno 16 hulk ("carrette del mare"), tra cui la famigerata HMS Jersey, furono piazzate dalle autorità britanniche nelle acque di Wallabout Bay, al largo di Brooklyn, come luogo di detenzione per diverse migliaia di soldati e marinai americani, grosso modo nel periodo 1776-1783. Questi prigionieri erano maltrattati e perseguitati dalle guardie che, con scarso successo, offrivano la liberazione a chi avesse accettato di prestare servizio nella British Navy.
Più di 10 000 prigionieri americani furono lasciati morire senza le minime cure. Spesso i cadaveri venivano gettati in mare, anche se talora erano approssimativamente seppelliti in fosse poco profonde sulle rive esposte alle maree. Molte spoglie restarono di fatto insepolte o furono trascinate dal mare e recuperate dai residenti locali dopo lungo tempo e finalmente interrate nel Prison Ship Martyrs' Monument di Fort Greene Park, dove si era parzialmente svolta la battaglia di Long Island. Tra i sopravvissuti a queste terribili navi prigione c'erano il poeta Philip Freneau e il parlamentare Robert Brown.
Sarebbe però ingiusto imputare tutto questo alla sola proverbiale perfidia britannica. La rivoluzione americana aveva scatenato una guerra dispendiosa e fu (anche) la scarsità di denaro e di risorse a determinare le orribili condizioni delle navi prigione di sua maestà. Il clima di quello che un giorno sarebbe diventato il meridione statunitense peggiorava ulteriormente il già difficile contesto. La causa principale di morte nelle navi prigione risiedeva nelle malattie, piuttosto che nella denutrizione.
I britannici non disponevano di provviste sanitarie adeguate (nel numero e nella qualità) neppure per i loro stessi soldati, tanto meno ne potevano destinare ai prigionieri. Al largo degli stati settentrionali, le condizioni sulle navi prigione inducevano molti prigionieri ad arruolarsi nelle forze britanniche per salvarsi la vita. Molti prigionieri americani sopravvissuti alla carcerazione furono trattenuti fino al 1779 e poi scambiati con prigionieri di guerra britannici. I prigionieri estremamente malati venivano spesso trasferiti alle navi ospedale, anche se le misere risorse azzeravano quasi ogni differenza pratica tra navi prigione e navi ospedale.

### Forzati delle prigioni ed altri prigionieri dei britannici
I prigionieri americani erano dislocati pure in altre parti dell'Impero britannico. Oltre cento prigionieri furono impiegati come lavoratori-schiavi nelle miniere di carbone all'Isola del Capo Bretone — in seguito scelsero di entrare nella British Navy per ottenere la libertà. Altri prigionieri americani furono trattenuti in Inghilterra (Portsmouth, Plymouth, Liverpool, Deal e Weymouth), Irlanda e Antigua. Alla fine del 1782 Inghilterra e Irlanda ospitavano più di mille prigionieri americani, che nel 1783 furono trasferiti in Francia prima del loro definitivo rilascio.
I prigionieri di guerra del Continental Army sopravvissuti al massacro di Cherry Valley vennero tenuti dai lealisti a Fort Niagara, nei pressi di Niagara Falls, e a Fort Chambly, vicino a Montréal.

## Prigionieri britannici, assiani, e lealisti

### Diritto bellico americano
Durante la guerra rivoluzionaria americana, George Washington e il suo Continental Army applicarono il diritto bellico, a differenza di come si regolarono i loro nemici. Gli americani credevano che tutti i catturati dovessero essere tenuti prigionieri. Il 14 settembre 1775 Washington, comandante della Northern Expeditionary Force, trovandosi accampato a Cambridge (Massachusetts), così scriveva al colonnello Benedict Arnold: «Se un qualunque soldato americano fosse così meschino ed infame da far del male a un [prigioniero] qualsiasi… Vi ordino assai fermamente di sottoporlo ad una punizione tanto severa ed esemplare quanto merita l'enormità del crimine.» Dopo la vittoria di Trenton, la mattina del 26 dicembre 1776 Washington si ritrovò tra le mani centinaia di combattenti assiani che si erano arresi agli americani. Washington ordinò alle sue truppe di prendersi in carico i prigionieri e "trattarli con umanità", come in effetti fecero. «Non date loro motivo di lamentare che avessimo copiato il brutale esempio di come l'esercito britannico ha trattato i nostri sfortunati fratelli caduti loro in pugno», disse Washington. La linea ufficiale quanto al trattamento dei prigionieri nemici era ispirata ad umanità.

### Lagnanze
Edward G. Burrows osserva che, sebbene i prigionieri britannici ed assiani in effetti "se la passassero complessivamente meglio dei loro equivalenti americani", ci furono comunque "casi di vergognosa crudeltà" nei loro riguardi, che "certi governi statali si macchiarono ripetutamente di maltrattamento ai prigionieri", e che ci furono "numerose … lamentele negli anni da parte dei prigionieri per cibo scadente, squallore e maltrattamenti fisici". Il trattamento dei prigionieri differiva da stato a stato. Anche gli accantonamenti per i prigionieri variavano, ma in generale si può dire che siano peggiorati notevolmente negli ultimi anni di guerra.

### Prigionieri britannici e tedeschi
Britannici e tedeschi ebbero un'esperienza parzialmente simile come POW. La linea del Congresso continentale sul trattamento dei POW rimase la stessa per tutti i combattenti nemici, perciò il sistema verso i prigionieri fu generalmente il medesimo per le due nazionalità. Però le truppe inglesi godevano di maggior considerazione rispetto ai mercenari tedeschi, quindi ci sono molti più esempi di scambi prigionieri britannici che tedeschi. Di converso, gli americani nutrivano un odio maggiore verso i prigionieri britannici che verso i tedeschi. I prigionieri tedeschi erano molto meno maltrattati che i britannici. Erano i britannici che più spesso creavano agitazione, suscitavano sommosse e in generale contrastavano le guardie e la milizia, questo succedeva perché erano più idealmente coinvolti nel tentativo di soggiogare gli americani di quanto non fossero i (mercenari) tedeschi.

### Lealisti
I lealisti erano i POW più odiati. Il Congresso continentale assunse la posizione che i prigionieri di guerra fossero combattenti nemici e non criminali, pertanto il trattamento dei POW era diverso da quello usato ai criminali. Ad ogni modo, a seconda degli stati, spesso i lealisti erano trattati più da criminali che come POW. Si discusse lungamente nelle colonie se si dovessero trattare i lealisti come soldati nemici o cittadini traditori.

### Città prigione
Ci furono pochissime prigioni federali siccome le tredici colonie e il Congresso continentale non erano in condizione di crearne di nuove per imprigionare soldati britannici e tedeschi. Il Congresso invece spediva la maggioranza dei prigionieri britannici ed assiani a città americane nei dintorni ordinando alle autorità locali di tenerli sotto rigida libertà vigilata.
Il Congresso continentale aveva l'autorità esclusiva di decidere dove sarebbero andati i prigionieri e le autorità comunali avevano poco preavviso e nessuna voce in capitolo. Le città prigione si ritrovavano con il fardello di provvedere a migliaia di prigionieri tutti in una volta. Nelle città che non potevano permettersi di mantenere i prigionieri, essi erano messi a lavorare per sfamarsi. I prigionieri britannici e tedeschi coltivavano orti e lavoravano come contadini, artigiani, ed altre forme di lavoro non qualificato. Le comunità locali tentavano di rendere le città prigione più redditizie che fosse possibile e spesso aiutavano i prigionieri a trovare lavoro o li mandavano a lavorare in altre città o stati. Quanto più i prigionieri si rendevano utili, tanto minore era il loro peso economico sulla città. Le città che non erano in grado di costruire delle camerate per i prigionieri furono obbligate ad ospitarli nelle chiese delle comunità ed anche nelle case di cittadini. Il fatto che il Congresso continentale obbligasse gli americani ad alloggiare prigionieri era una questione molto controversa tra la gente.
Anche quando i prigionieri britannici ed assiani non erano forzatamente accolti nelle case private, avevano comunque visibilità pubblica e ciò causava diffusamente timore, risentimento e rabbia tra gli abitanti. Normalmente i prigionieri non erano ristretti nei loro alloggi e potevano rimanere in giro per tutto il giorno. Non era facile garantire la sicurezza nelle città prigione. Senza un corpo di polizia ufficiale, con le forze armate assorbite dallo sforzo bellico, la sorveglianza dei POW era perlopiù demandata a milizie locali e volontari. Le proteste nelle città prigione erano frequenti e quelli che si opponevano all'arrivo di prigionieri erano sanzionati per disobbedienza al Congresso continentale per mezzo di multe, arresto ed anche con l'esproprio di immobili.
L'accoglienza ricevuta dai prigionieri era diversa nei vari posti. Nel complesso, il soggiorno dei prigionieri a Boston era piuttosto pacifico. I prigionieri dichiararono che la popolazione di Boston era in genere civile e tollerante verso di loro. In Virginia ed in altri Stati Uniti meridionali, gli agricoltori benestanti e i proprietari di piantagioni erano lieti di avere prigionieri nella contea di Albemarle perché così potevano contare su manodopera a basso costo in misura ancor maggiore (ossia, aggiuntiva rispetto a quella già consentita dall'economia schiavista imperante). Al contrario, le classi inferiori del sud erano solitamente assai meno propense a condividere i loro spazi con masse di prigionieri di guerra. Nel Maryland, la milizia di quello stato si oppose in maniera diretta ed aggressiva allo US Continental Army quando esso tentò di trasferirvi prigionieri di guerra. Nel sud aleggiava il timore collettivo che s'innescassero condizioni favorevoli ad una rivolta della popolazione schiava locale. Bisogna ricordare che Lord Dunmore, governatore della Virginia, nel 1775 era arrivato a promettere la libertà agli schiavi che avessero abbandonato i loro padroni "patrioti" per combattere a favore della Corona inglese.

## Il Convention Army
Il 17 ottobre 1777 quasi 6 000 soldati britannici ed assiani, in seguito chiamati Convention Army, si arresero agli americani. Questo pose il Congresso continentale nella posizione di tenere un gran numero di prigionieri di guerra sul suolo americano, una cosa che non si era verificata su vasta scala fino a quel punto. Il Congresso continentale era già in difficoltà nel provvedere al Continental Army e dopo Saratoga dovette provvedere pure ai combattenti nemici.

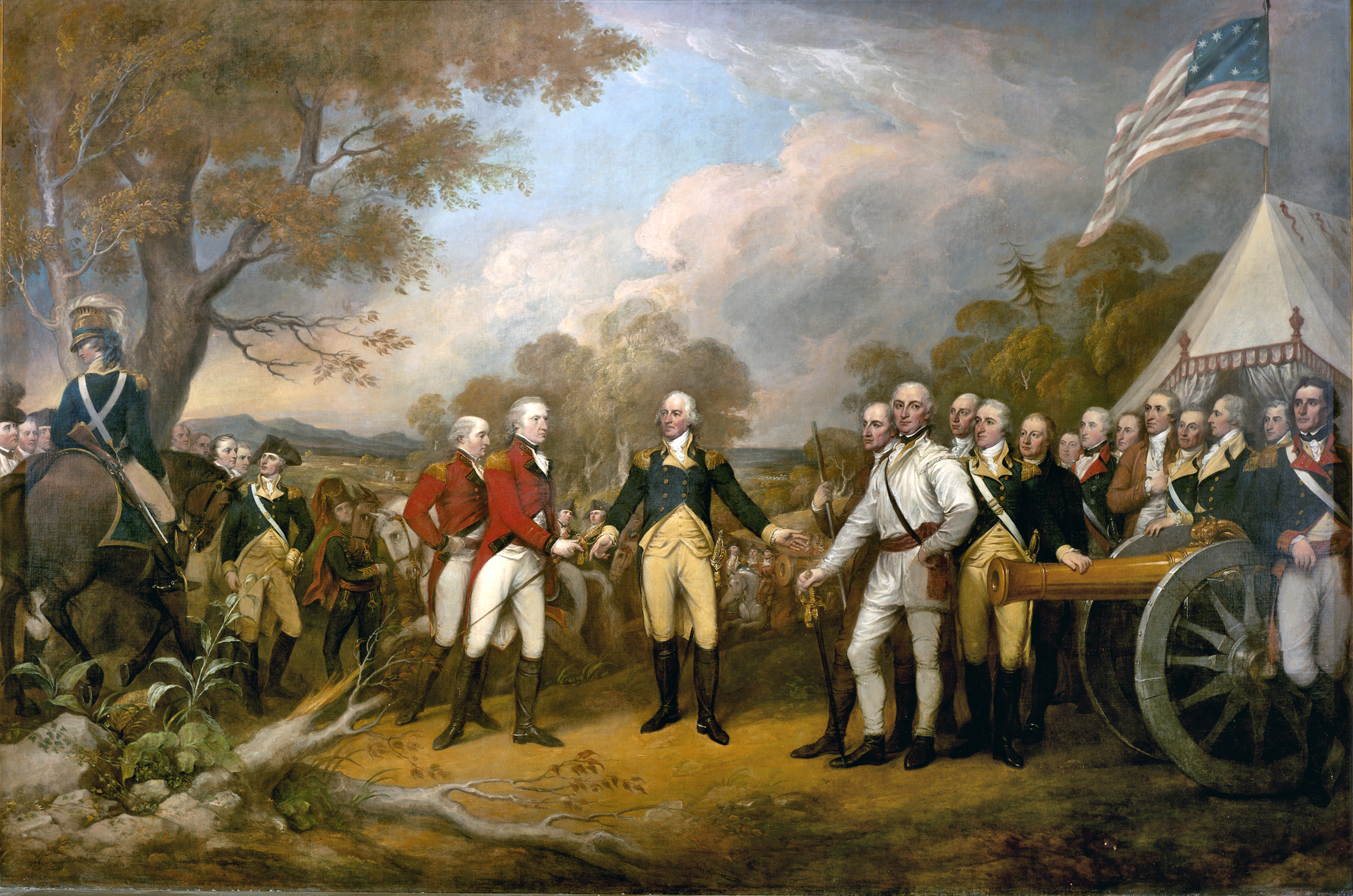
Surrender of General Burgoyne di John Trumbull, 1822; Questo quadro è esposto alla United States Capitol rotunda.

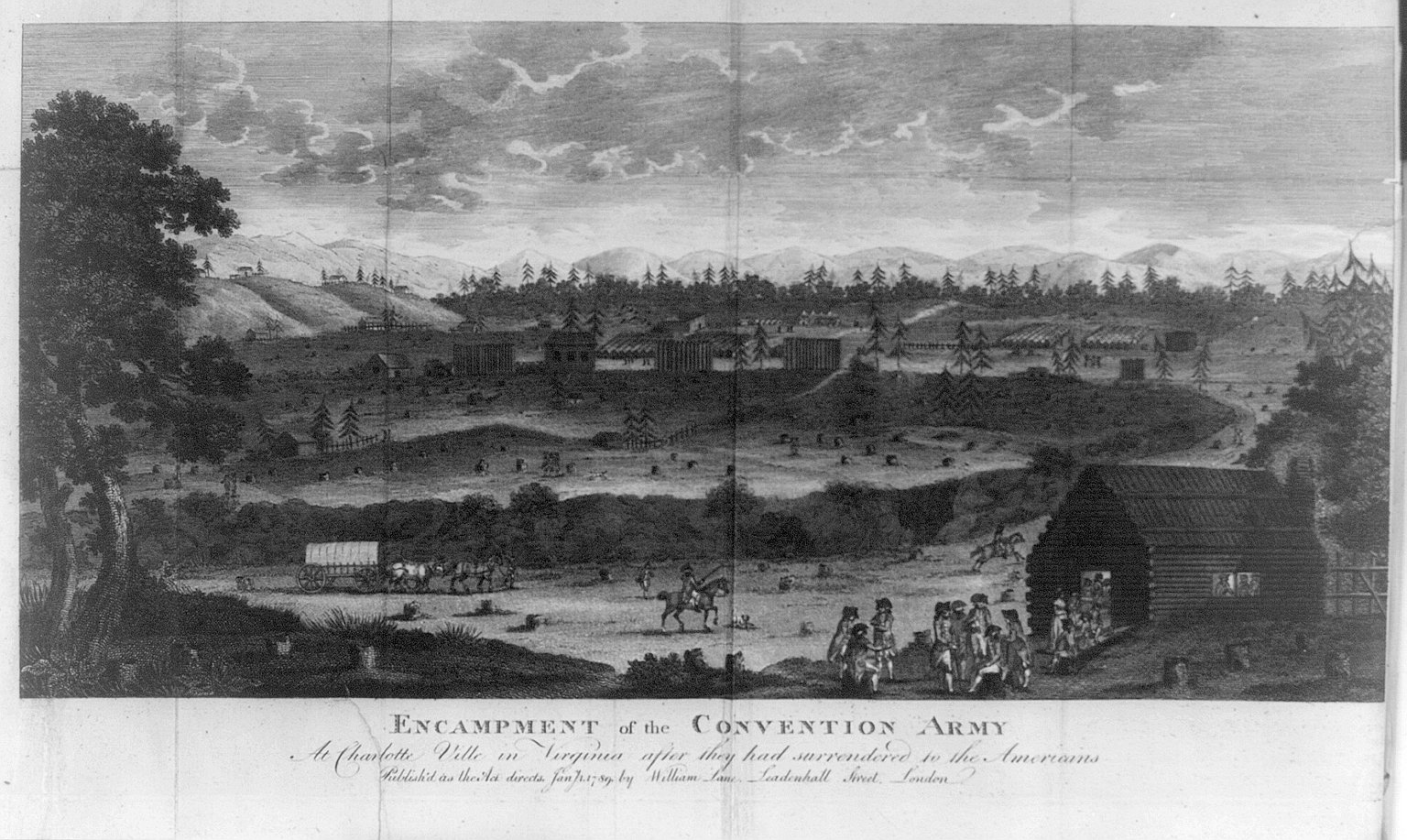
Un'incisione del 1789 raffigurante l'accampamento del Convention Army a Charlottesville (Virginia).

### Contesto
Dopo che erano state sconfitte le truppe britanniche, tedesche e canadesi, il generale Burgoyne e il generale Gates non riuscivano a concludere un accordo circa i 5 900 prigionieri. Nella convenzione di Saratoga si stabilì che le truppe avrebbero potuto far rientro in Europa, dopo aver promesso che non avrebbero mai più combattuto contro il Nordamerica. Il Congresso considerava queste condizioni come un accordo pessimo per una delle più grandi vittorie della Rivoluzione americana e rinviò ripetutamente la ratifica del trattato. Il generale Burgoyne fu amareggiato dalla condotta del Congresso e ne condannò le azioni riguardo alla convenzione. Il Congresso usò le parole di Burgoyne come prova che egli progettava di rinnegare la convenzione e ne sospese l'attuazione fino a che la Gran Bretagna non avesse riconosciuto l'indipendenza americana. Gli Stati Uniti finirono per trattenere il Convention Army fino alla fine della guerra.

### Le marce
"Dopo aver trascorso l'anno successivo in campi presso Cambridge e Rutland (Massachusetts), furono spinti dal Congresso 
in un'odissea via terra che, entro la fine dell'anno, li portò in Virginia, poi fino in Maryland, poi ancora in Pennsylvania e alla fine daccapo a Rutland. Quasi ogni passo del cammino li vide lottare con razioni scarse, penuria di combustibile, sistemazioni inadeguate e violenza fisica."
Nel corso della rivoluzione americana il Convention Army dovette marciare attraverso le colonie. Prima marciò fino in Massachusetts e vi restò un anno, poi nel 1778 fu trasferito in Virginia e vi rimase due anni, poi nel 1780 furono trasferiti a nord e gradualmente si disperse in diversi stati, città più o meno grandi fino alla fine dell'anno. Le marce in sé erano brutali per i soldati, ma la loro vita migliorava generalmente quando arrivavano a destinazione. Il Congresso costrinse il Convention Army a marciare per tutta l'America principalmente per ragioni di sicurezza e finanziarie. Una volta che le risorse scarseggiavano nello stato del Massachusetts, il Congresso ordinava che fossero spostati negli stati del sud. Nel 1780 diventava sempre più difficile fornire cibo per i prigionieri britannici e tedeschi e relative guardie nel sud, e la loro presenza da quelle parti costituiva ormai un rischio per la sicurezza. I britannici avevano iniziato le loro campagne ufficiali nel sud e questo portò al rischio di insurrezione tra i POW; così si ordinò al Convention Army di ritornare negli stati del nord, dove si sarebbe disperso.

## Libertà
C'erano tre modi per un prigioniero di guerra per guadagnarsi la libertà dopo la cattura: fuga, scambio, libertà sulla parola.
La maggior parte delle volte era una piccola guardia estratta dalla milizia a sorvegliare la detenzione dei soldati britannici e tedeschi catturati. La capacità degli statunitensi di tenere a bada efficacemente i prigionieri veniva continuamente messa alla prova. Il Convention Army inizialmente accettò di buon grado lo status POW, ma solo perché quegli uomini erano convinti che sarebbero rientrati in patria entro l'anno. Quando fu chiaro che gli americani non volevano permettere ai britannici il ritorno prima che la guerra fosse conclusa, le tensioni tra soldati e guardie si infiammarono e le fughe divennero presto frequenti. Per scoraggiare la fuga della truppa in cattività, gli americani e gli ufficiali britannici d'alto rango catturati facevano ricorso alla propaganda, ma con scarso successo. Molti dei fuggiaschi si unirono a donne americane e misero su famiglia. Molti assiani rimasero negli USA dopo la fine della guerra perché avevano sposato delle americane. Tra il momento dell'assedio di Yorktown (1781) e la firma del trattato di Parigi (1783) molte delle truppe della convenzione, al tempo perlopiù tedeschi, fuggirono e presero residenza permanente negli Stati Uniti. Il governo americano non fu in grado di evitarlo.
Le altre due forme ufficiali per riacquistare la libertà — libertà sulla parola e scambio — erano comuni per gli ufficiali di alto rango. La libertà sulla parola specificamente aveva a che fare con i singoli prigionieri di guerra e così il processo di essere sollevato dalla prigionia o dagli arresti domiciliari, e invece sottoposto a libertà vigilata, era un processo molto semplice e veloce. Era ciò che la maggior parte dei prigionieri britannici o tedeschi cercavano. Il grado di libertà, una volta raggiunta tale condizione, era variabile e spesso la parola veniva violata, poiché molti la consideravano un espediente per rendere la fuga più agevole. Alcuni prigionieri di guerra britannici ed assiani erano "affidati in prova" ad agricoltori americani. La manodopera scarseggiava perché molti uomini stavano servendo il Continental Army.

Lo scambio, d'altro canto, era un processo molto complesso e lento perché implicava accordi e diplomazia tra una nazione nuova ed inesperta ed uno stato che assolutamente rifiutava di riconoscere l'indipendenza americana. Un ostacolo rilevante malo scambio stava nella riluttanza britannica ad ammettere che i suoi avversari fossero null'altro che ribelli. La percezione britannica che gli americani fossero ribelli impediva lo scambio. Solo verso la fine di marzo 1777 si raggiunse un certo grado di mutua accettazione tra Congresso e gli stati, nel principio dello scambio e nella procedura di esecuzione. Lo scambio era offerto principalmente dal Congresso in luogo dei poteri del [singolo] stato. Mentre stato e governo locale avevano un considerevole potere quanto a libertà sulla parola, il governo federale aveva il potere di negoziare scambi.

## Reazioni ed impatto
La cattura di migliaia di prigionieri di guerra britannici nelle mani degli americani ebbe l'effetto di dissuadere ulteriormente le autorità britanniche dal proposito di impiccare i prigionieri "coloniali", non tanto ormai perché potessero più sperare in un accordo, quanto piuttosto per il timore di rappresaglie sui prigionieri trattenuti dagli americani. Dopo la cattura del Convention Army ci fu un conseguente netto aumento nello scambio di prigionieri.
Nei primi anni di prigionia della guerra rivoluzionaria, il Congresso continentale tentò di dare ai prigionieri di guerra le stesse risorse che destinava alle loro guardie. Però, dopo la cattura del Convention Army tali risorse scarseggiavano e il governo federale dovette demandare ai singoli governi statali la sussistenza dei POW. Dal 1771 al 1778 fu il generale britannico Clinton a provvedere per tutte le necessità del Convention Army, ma ad un certo punto decise di terminare la sua assistenza. Clinton pose l'intero fardello economico del mantenimento dei prigionieri sulle spalle del governo americano. Nel tentativo di ovviare alla scarsità di mezzi che il Congresso poteva stanziare per i prigionieri britannici e tedeschi, questi ultimi venivano trasferiti da uno stato (federato) ad un altro. Le marce di cui abbiamo parlato furono in gran parte conseguenza del progressivo esaurimento di risorse.
Tali marce "necessitate" non furono però le uniche affrontate dal Convention Army: i prigionieri furono infatti esibiti nelle parate svoltesi in varie città dopo qualche vittoria militare, una forma di festeggiamento per gli americani, ma pure di umiliazione per i loro nemici. Dette parate avevano lo scopo di innalzare il morale degli americani. La guerra rivoluzionaria ebbe effetti devastanti sulle comunità e vedere chiari esempi di progressi e vittorie statunitensi contribuiva a rinforzare psicologicamente l'impegno bellico.